# Simulium nilesi
Simulium nilesi es una especie de insecto del género Simulium, familia Simuliidae, orden Diptera.
Fue descrita científicamente por Rambajan, 1979.